# Altruísmo (ética)
Na filosofia moral, o altruísmo (também conhecido como ética do altruísmo, altruísmo moralista ou altruísmo ético) é uma doutrina segundo a qual o valor moral das ações de um indivíduo depende unicamente do impacto dessas ações sobre outras pessoas, independentemente das consequências para o próprio agente.
A concepção de altruísmo desenvolvida por Auguste Comte propõe que se deve viver em função do bem-estar alheio. O pensador cunhou a expressão vivre pour autrui ("viver para os outros") para expressar esse princípio. Aquele que adota esse princípio ético é chamado de altruísta.

## Visão geral
A palavra "altruísmo" (em francês: altruisme, de altrui, "outras pessoas", derivado do latim alter, "outro") foi cunhada por Auguste Comte, fundador do positivismo, para descrever a doutrina ética que defendia. Para ele, os indivíduos tinham a obrigação moral de renunciar ao interesse próprio e viver para os outros.
Comte, em seu Catéchisme positiviste, afirma:
 "O positivismo reconhece apenas deveres, deveres de todos para com todos. Colocando-se, como faz, no ponto de vista social, ele não pode tolerar a noção de direitos, pois tal noção se baseia no individualismo. Nascemos sob uma carga de obrigações de todo tipo, obrigações para com nossos predecessores, nossos sucessores, nossos contemporâneos. Após o nascimento, essas obrigações aumentam ou se acumulam, pois leva algum tempo até que possamos retribuir qualquer serviço."
"Isto [‘viver para os outros’] é a fórmula definitiva da moralidade humana; direciona uma sanção direta exclusivamente aos nossos instintos de benevolência, a fonte comum da felicidade e do dever."

A Enciclopédia Católica comenta sobre o altruísmo de Comte: "O primeiro princípio da moralidade, portanto, é a supremacia reguladora da simpatia social sobre os próprios instintos egoístas."
Diversos filósofos definem o altruísmo de maneiras variadas, mas geralmente enfatizam a obrigação moral de beneficiar os outros ou o valor moral em servir ao bem comum, em detrimento dos próprios interesses. O filósofo C. D. Broad definiu o altruísmo como "a doutrina de que cada um de nós tem a obrigação especial de beneficiar os outros."

## Como ética consequencialista
O altruísmo é frequentemente considerado uma forma de consequencialismo, pois valoriza ações eticamente corretas na medida em que produzem boas consequências para os outros.
Embora se assemelhe ao utilitarismo, o altruísmo difere ao enfatizar exclusivamente o benefício dos outros, excluindo o próprio agente moral. Já o utilitarismo busca maximizar as consequências positivas para todos os afetados, inclusive o próprio agente. O altruísmo eficaz é uma filosofia e movimento social que valoriza as consequências das ações com base em critérios racionais e imparciais, visando maximizar o bem-estar de todos os afetados.
No livro I Am You: The Metaphysical Foundations for Global Ethics, o filósofo Daniel Kolak argumenta que o individualismo aberto fornece uma base racional para o altruísmo. Segundo Kolak, o egoísmo seria incoerente, pois o conceito de “eu futuro” é igualmente incoerente — uma ideia próxima ao anatta do budismo — e, na verdade, todos os seres seriam expressões de uma única consciência.

## Críticas
O filósofo David Kelley, ao discutir as ideias de Ayn Rand, afirma que "não há fundamento racional para afirmar que sacrificar-se para servir aos outros é moralmente superior a buscar seu interesse próprio no longo prazo. O altruísmo depende, em última análise, de 'racionais' não racionais — de algum tipo de misticismo". Ele também alerta para o risco de o Estado impor o ideal altruísta como norma moral, o que poderia levar, segundo ele, à legitimação de um sistema coletivista forçado.
O filósofo alemão Max Scheler distingue duas formas pelas quais os "fortes" podem ajudar os "fracos". A primeira é motivada pelo amor genuíno: "um sentimento poderoso de segurança, força e salvação interior, proveniente da plenitude invencível da própria vida e existência". A segunda forma, por outro lado, reduz o altruísmo a um substituto moderno do amor — um impulso para afastar-se de si mesmo e dissolver-se na vida de outros. Na pior das hipóteses, Scheler interpreta o impulso altruísta como uma forma de ódio disfarçado, um “auto-ódio” mascarado de compaixão. Segundo ele, "o amor pelos 'pequenos', pelos 'pobres', pelos 'fracos' e pelos 'oprimidos' é, na verdade, um ódio disfarçado, uma inveja reprimida, um impulso de depreciação disfarçado, voltado contra os fenômenos opostos: riqueza, força, poder, generosidade".